# Bataille de Belgique (1918)
Pour les articles homonymes, voir Bataille de Belgique.
Première Guerre mondiale
Batailles
Front d'Europe de l’Ouest
- Liège (8-1914)
- Namur (8-1914)
- Frontières (8-1914)
- Anvers (9-1914)
- Grande Retraite (9-1914)
- Marne (9-1914)
- Course à la mer (9-1914)
- Yser (10-1914)
- Messines (10-1914)
- Ypres (10-1914)
- Givenchy (12-1914)
- 1re Champagne (12-1914)
- Hartmannswillerkopf (1-1915)
- Neuve-Chapelle (3-1915)
- 2e Ypres (4-1915)
- Colline 60 (4-1915)
- Artois (5-1915)
- Festubert (5-1915)
- Quennevières (6-1915)
- Linge (7-1915)
- 2e Artois (9-1915)
- 2e Champagne (9-1915)
- Loos (9-1915)
- Verdun (2-1916)
- Redoute Hohenzollern (3-1916)
- Hulluch (4-1916)
- 1re Somme (7-1916)
- Fromelles (7-1916)
- Arras (4-1917)
- Vimy (4-1917)
- Chemin des Dames (4-1917)
- 3e Champagne (4-1917)
- 2e Messines (6-1917)
- Passchendaele (7-1917)
- Cote 70 (8-1917)
- 2e Verdun (8-1917)
- Malmaison (10-1917)
- Cambrai (11-1917)
- Bombardements de Paris (1-1918)
- Offensive du Printemps (3-1918)
- Lys (4-1918)
- Aisne (5-1918)
- Bois Belleau (6-1918)
- 2e Marne (7-1918)
- 4e Champagne (7-1918)
- Château-Thierry (7-1918)
- Le Hamel (7-1918)
- Amiens (8-1918)
- Cent-Jours (8-1918)
- 2e Somme (9-1918)
- Bataille de la ligne Hindenburg
- Meuse-Argonne (10-1918)
- Cambrai (10-1918)

Front italien
Front d'Europe de l’Est
Front des Balkans
Front du Moyen-Orient
Front africain
Bataille de l'Atlantique
Pendant la Première Guerre mondiale, la 2e bataille de Belgique se déroula du sud d'Ypres au sud de Dixmude entre le 26 septembre et le 11 novembre 1918. Cette opération poussa l'armée allemande à la défaite finale et à la signature de l'armistice du 11 novembre qui mit fin aux hostilités.

## Forces en présence

### Forces Alliées
- Groupe d'Armées des Flandres : Albert Ier, chef d'état-major : général Degoutte
  - Armée belge : lieutenant-général Gillain : 12 divisions et une division de cavalerie.
    - Groupe sud (lieutenant-général Aloïse Biebuyck) : quatre divisions.
    - Groupe centre (lieutenant-général Alphonse Jacques de Dixmude) : trois divisions (dont une division française en réserve).
    - Groupe nord (lieutenant-général Louis Bernheim) : trois divisions.
    - Trois divisions belges d'infanterie et la division de cavalerie restent en protection des zones inondées du front de l'Yser de Klerken à la mer.

  - 2e armée britannique : général Herbert Plumer
    - 8 divisions

  - 6e armée française : général Baucheron de Boissoudy
    - 7e corps : général Massenet
      - Trois divisions (dont la 164e DI)

    - 2e corps de cavalerie : général  Robillot
    - 34e corps : général Nudant, les 2 et 3 octobre, maintenu vers Hondschoote en 2e ligne pendant la bataille des crêtes de Flandres, puis engagement les 14 et 15 octobre dans la bataille de Roulers ; à partir du 20, participation à celle de la Lys et de l’Escaut.
    - 30e corps : général Pénet, à partir du 19 octobre pour la bataille de la Lys et de l'Escaut.
- 5e armée britannique : général William Birdwood, au sud de Lille.

### Empire allemand
- IVe armée : général Friedrich Bertram Sixt von Armin

## Bataille des crêtes de Flandres (27 septembre au 10 octobre)
Après une courte préparation d’artillerie et malgré un temps pluvieux, les forces anglo-belges passent à l’offensive le 28 septembre au matin sur un front de 20 km courant du sud de Dixmude au sud d’Ypres.
- Prise de la forêt d'Houthulst par la 7e Division d'infanterie belge qui, au prix de pertes très importantes, va s’en emparer dans la journée du 28, avec comme fer de lance les régiments d'infanterie dédoublés des 3e / 23e et 4e / 24e de ligne, soutenus par les unités du 7e régiment d'Artillerie (une citation obtenue pour la forêt d'Houthulst) et le 7e Génie.
- Prise de Passchendaele, Messines, Wytschaete, Dixmude.

Le 7e CA combat vers Staden.

Bilan : 6000 prisonniers, 150 canons.

## Bataille de Roulers (14 au 15 octobre)
- Le 7e CA prend Roulers, puis progression et combat dans la région d'Ardoye.
- Le 15 octobre, prise de Comines et Menin par les Anglais.
- Le 17 octobre, entrée des Belges dans Ostende.
- Le 18 octobre, entrée des Anglais dans Lille.
- Le 19 octobre, entrée des Belges dans Bruges et la 6e armée française occupe Tielt et progresse jusqu'à la Lys, atteinte entre Oyghem et Grammene.

Bilan : 12000 prisonniers, 120 canons.

## Bataille de la Lys et de l’Escaut (20 octobre au 11 novembre)
- 22 octobre : la 6e armée franchit la Lys et organisation d'une tête de pont dans la région Deinze, Grammene.
- 22 octobre : l'armée anglaise occupe une partie de la rive Ouest de l'Escaut; l'armée belge s'avance vers le canal de Dérivation en direction de Malines.
- 1er novembre : progression jusqu'à l'Escaut, atteint dans la région d'Audenarde et l'est de Nazareth.
- 9 - 11 novembre : à partir du 9 novembre, franchissement de l'Escaut ; prise d'Audenarde et poussée vers Bruxelles. Le 11 novembre, la ligne atteinte par la 6e armée passe par Elst, Roosebeke, Boucle-Saint-Blaise, Munkzwalm, Paulaethem.

## Décoration
- ROULERS 1918, L'ESCAUT 1918, BELGIQUE 1918 sont inscrits sur le drapeau des régiments cités lors de cette bataille.

### Sources et bibliographie
- Victor Giraud, Histoire de la Grande Guerre, Paris, Librairie Hachette, 1920, 777 p.
- Service historique de l'armée de terre, Inventaire sommaire des archives de la Guerre 1914-1918, Troyes, Imprimerie « la Renaissance », 1969, 691 p., (BNF 35127448).
- Colonel BEM e.r. Marcel Weemaes, De l’Yser à Bruxelles. Offensive libératrice de l’Armée belge le 28 septembre 1918. Imprimerie P. François, 48 rue Kelle, 1200 Bruxelles, novembre 1969, 411 pages, 12 annexes, 34 cartes en sus.